# Tarquin’s Seaweed Farm
Tarquin’s Seaweed Farm – pierwsze kasetowe wydawnictwo brytyjskiego zespołu Porcupine Tree wydane w 1989 roku przez wytwórnię Delerium Records. Niektóre utwory z tej kasety trafiły na pierwsze płytowe wydawnictwo zespołu zatytułowane On the Sunday of Life i płytę Yellow Hedgerow Dreamscape. Przy nagrywaniu albumu Wilson, posługiwał się kilkoma pseudonimami, z których każdy miał przypisany swój instrument lub inną funkcję. Oprócz aliasów używanych przez Wilsona, w opisie kasety pojawiają się prawdziwe osoby, jednak również ukrywają się pod pseudonimami. Są to: The Evaporating Flan, The Expanding Flan (John Marshall); Solomon St. Jemain (Malcolm Stocks).

## Spis utworów
Strona A zawiera:
| Tytuł                                  | Muzycy                                                                               | Czas  |
| -------------------------------------- | ------------------------------------------------------------------------------------ | ----- |
| Music for the Head - here              | Tree, Underspoon                                                                     | 02:48 |
| Jupiter Island                         | Tree, Duffy                                                                          | 06:13 |
| Nun's Cleavage - left                  | Underspoon, Flan                                                                     | 02:48 |
| Clarinet Vignette                      | Tree, Underpoon, Masters                                                             | 01:22 |
| Nun's Cleavage - right                 | Tree                                                                                 | 01:00 |
| Space Transmision                      | Tree                                                                                 | 03:05 |
| Message from a Self-Destructing Turnip | Tree                                                                                 | 00:30 |
| Radioactive Toy                        | Tree                                                                                 | 05:55 |
| Towel                                  | Tree, Jemain                                                                         | 03:36 |
| Wastecoat                              | Jemain                                                                               | 01:12 |
| Mute                                   | Part I - Jelly, Underspoon; Part II - Tree; Part III - Tree, Underspoon, Jelly, Flan | 08:11 |
| Music for the Head - there             | Tree                                                                                 | 01:31 |

Strona B zawiera:
| Tytuł                                         | Muzycy                                                               | Czas  |
| --------------------------------------------- | -------------------------------------------------------------------- | ----- |
| No Reason to Live, No Reason to Die           | Tree, Underspoon, Jelly, Flan, Treedle-Blampton, Tadpole-Jones       | 11:20 |
| Daughters in Excess                           | Tree, Underspoon, Treedle-Blampton, Tadpole-Jones                    | 06:54 |
| The Cross / Hole / Yellow Hedgerow Dreamscape | The Cross - Prince; Hole - Tree; Yellow Hedgerow Dreamscape - Jemain | 20:52 |

## Informacje zawarte na kasecie
Na kasecie znalazły się informacje dotyczące albumu:
- The Porcupine Tree – Acoustic Guitar, Electric Guitar, Flute, Koto and Sings
- Sir Tarquin Underspoon – Organ, Electric Piano, Synthesisers and Sings
- Mr Jelly – Bass Guitar
- The Expanding Flan – Drums, Percussion, Drum Computer and Speaks
- Timothy Tadpole-Jones – Acoustic Guitar, Percussion
- Sebastian Tweetle-Blampton III operates the delay circuits and mixing desk
- Solomon St. Jemain – Guitar on 'Wastecoat', Drum Computer on 'Towel' and speaks
- Master Timothy Masters – Oboe, Cor Anglais
- Linton Samuel Dawson operates the light show